# Mordecai Midas
Mordecai Midas est un super-vilain créé par Marvel Comics. Il est apparu pour la première fois dans Iron Man #17, en 1969.

## Biographie
Né en Grèce dans la plus grande des pauvretés, Mordecai Midas commença comme simple mendiant pour finalement s'associer avec la mafia locale, et créer un empire financier, tenu depuis une île qu'il avait achetée dans la Mer Égée. Son obsession était d'être reconnu comme l'homme le plus riche du monde.
Il sauva Whitney Frost (la Comtesse Nefaria) quand son avion s'écrasa après un départ rapide de Long Island pour échapper à Iron Man. Le visage de la dirigeante de la Maggia de New York fut lacéré lors du crash, et c'est Midas qui paya pour ses soins et qui lui offrit un masque d'or. L'appelant Madame Masque, il fit d'elle son lieutenant sur le terrain.
Dans sa quête de richesse, Midas tenta de s'emparer de Stark Industries, grâce à des renseignements achetés à Morgan Stark, le cousin véreux de Tony Stark, qui comptait devenir le nouveau PDG. Impliquant un Life Model Decoy, le complot échoua, mais Tony Stark fut terrassé par un infarctus.
Transféré sur l'île de Midas, Stark réussit à s'en échapper en manipulant Madame Masque. L'avion de Midas explosa mais l'homme d'affaires survécut.
Plus tard, il fit chanter le chercheur Abraham Klein, et ce dernier servit d'agent double au sein de Stark Industries. Klein vola les plans de certains projets et s'arrangea pour que Midas puisse acheter des actions d la société. Réussissant à en devenir le principal actionnaire, Midas fit rentrer Stark Industries dans son groupe, Golden Touch holding Company, et il congédia Stark. Midas se débarrassa ensuite des employés en robotisant les usines.
Nick Fury vit d'un mauvais œil, l'emprise de Midas, car Stark Industries était le principal fournisseur du SHIELD, et la bataille juridique était un véritable casse-tête. Il craignait aussi de voir Midas vendre les inventions de Stark à des gouvernements terroristes. Le directeur de l'agence aida donc Iron Man à mettre sur pied un plan pour récupérer la tête de la société. Dans un combat final entre Tony Stark et Midas, ce dernier fut accidentellement touché par une rafale psychique et tomba dans un profond coma.
Il lui fallut plusieurs mois pour retrouver la santé. Pendant cette période, le gant doré technologique qu'il utilisait avait irradié sa physiologie, et il se transforma peu à peu en or vivant. Réduit à chercher de l'or pour survivre, il jugea Iron Man responsable de sa condition (le choc psychique lui avait fait oublier que Stark était le Vengeur Doré).
Son empire détourna les ressources d'or vers la Grèce, et le détective engagé par Stark fut assassiné en Grèce. Suivant l'enquête de près, Iron Man fut attaqué par les hommes de main. Gagnant le combat, il força Midas à fuir mais le poids de ce dernier fit couler son avion, et détruisit son électrode de mobilité, le laissant à l'état de statue au fond de la mer.

## Pouvoirs
- Le corps obèse de Midas a été transformé en or à la suite de radiations. L'or est solide, mais peut devenir malléable et donc mobile grâce à l'utilisation d'un appareil électrique qui rend la structure métallique instable.
- Son niveau de force et d'endurance est évalué à une Classe 50.
- Midas n'a plus besoin de respirer, de dormir, ni de se nourrir. Il résiste de même au température extrême. Il peut supporter une chaleur de 1 000 °C.
- Toutefois, il doit pour survivre ingérer de l'or, qui fusionne avec sa peau dorée.
- À cause de sa densité, le géant de deux mètres pèse plus de 8 tonnes. Il se déplace sur une plateforme volante, pour éviter de ses fatiguer. Le véhicule possède des missiles à tête chercheuse et un canon électrique générant 35 000 V.
- Grâce à sa richesse, Midas est à la tête d'un empire financier et criminel possédant de vastes ressources en armement.
- Il utilise aussi une forteresse volante qui peut abriter 50 gardes en costume romain. Le système d'armement inclut un générateur électrique, lançant des éclairs.
- Il utilisait autrefois des techno-gantelets dorés qui transformaient la matière en or et pouvaient paralyser les êtres vivants.
- C'est un redoutable homme d'affaires.